# Kitching Ridge
Il Kitching Ridge è una prominente cresta montuosa antartica, situata sul fianco occidentale del Ghiacciaio Amundsen, tra la Bennett Platform e la Matador Mountain, nei Monti della Regina Maud, in Antartide.
La denominazione è stata assegnata dall'Advisory Committee on Antarctic Names (US-ACAN) in onore del paleontologo sudafricano James W. Kitching (1922-2003), che per primo studiò i fossili di questa regione. Kitching era uno scienziato che faceva parte del programma di scambio 1970-71 con il gruppo geologico dell'Istituto di studi polari dell'Ohio State University che conduceva ricerche nei Monti della Regina Maud.